# Al Hibbler
Al Hibbler (* 16. August 1915 in Tyro, Mississippi als Albert George Hibbler; † 24. April 2001 in Chicago) war ein amerikanischer Pop- und Rhythm-and-Blues-Sänger. Er sang im Duke Ellington Orchester.

## Leben und Wirken
Al Hibbler war von Geburt an blind. Er ging in Little Rock (Arkansas) zur Schule, wo er auch im Schulchor sang. In Memphis (Tennessee) gewann er einen Amateurwettbewerb und arbeitete dort mit lokalen Bands; 1937 gründete er in San Antonio (Texas) eine eigene Formation. Später nach seinen frühen Vorbildern befragt, nannte er Russ Colombo und Bing Crosby; er erwähnte auch die ultrahohen Tenöre Pha Terrell und Arthur „The Street Singer“ Tracy.
Im Jahr 1942 wurde er Mitglied der Band von Jay McShann, im nächsten Jahr wechselte er zu Duke Ellington, in dessen Orchester er Herb Jeffries ersetzte. Er arbeitete acht Jahre mit Ellington; danach (1951) setzte er seine Karriere als Solist fort, u. a. mit Aufnahmen für Miracle Records, mit Hits in den R&B-Charts wie „Trres“. Seine bekanntesten Titel in der Ellington-Band waren „I Ain’t Got Nothing But the Blues“ (1944) und „I Like the Sunshine“ (1947). Er nahm in dieser Zeit auch an Schallplatten-Aufnahmen bei Count Basie, Harry Carney und Johnny Hodges („Believ It, Beloved“ auf Clef, 1952) teil.
Sein Stil wird oft als Rhythm and Blues geführt; Hibbler ist aber eher ein traditioneller Popsänger. Nach dem Ellington-Biograph J. L. Collier kann er jedenfalls nicht als richtiger Jazz-Sänger eingeordnet werden. Er zitiert Leonard Feathers Einschätzung, dass viel von Hibblers damaliger Popularität durch eine Verwendung grotesker Verzerrungen erzielt wurde, von Duke Ellington als „tonale Pantomime“ bezeichnet, was aber eher Unterhaltungsmusik als Jazz- oder Pop-Gesang war
„Hibbler knurrt, schnarrt und grunzt als ob er rülpsen müsste, und seine Aussprache klingt ebenso geheimnisvoll wie Londoner Cockney (... im Ellington Orchester) schien er meist wie außer Kontrolle und verrückt, und er fand seine Parallele im erdigen, gefühlvollen Schnauben Tricky Sam Nantons und im bluesartigen Balladenstil von Johnny Hodges.“ Während der meisten Zeit, die er für Ellington arbeitete, sang er in der Nähe der Altlage, was Ellington ermöglichte, seine Stimme die des Altsaxophonisten Johnny Hodges und der Altistin Kay Davis gegenüberzustellen („Ain't Got Nothin´ But the Blues“, 1945). In den 50er pendelte sich seine Stimme in einer Baritonlage ein, obwohl er auch in eine gutturale Basslage hinabsteigen konnte, wie in „After the Lights“.
1954 brachte Hibbler ein Verve-Album mit Elligton-Songs heraus; im folgenden Jahr wechselte er zu Decca. Seine Solo-Karriere auf dem Pop-Markt begann erst 1955 mit seinem größten Hit „Unchained Melody“. Erfolg hatte er auch mit den Titeln „He“, „11th Hour Melody“ und „Never Turn Back“ im Jahr 1956. „After the Lights Go Low“ (1956) war sein letzter Chart-Hit.
In den späten 1950er und den 1960er Jahren war Hibbler Aktivist in der Bürgerrechtsbewegung; 1963 wurde er deswegen in Alabama inhaftiert. Diese Aktivitäten beeinträchtigten seine Sängerkarriere, weil größere Label ihn nicht aufnehmen wollten; schließlich unterstützte ihn Frank Sinatra und gab ihm einen Vertrag auf seinem Plattenlabel Reprise Records. Dennoch spielte Hibbler Anfang der 70er nur noch wenige Platten ein, trat aber bis in die 1990er Jahre bei Livekonzerten auf. 1972 steuerte er vier Titel zu Roland Kirks Atlantic-Album A Meeting of the Times bei.

## Auswahldiskographie
- Al Hibbler: After the Lights Go Down Slow (Atlantic)
- Al Hibbler with Harry Carney’s All Stars.: Rare Dates without the Duke 1944/49 (Raretone)
- Duke Ellington: Carnegie Hall Concert, December 1944 (Prestige)
- Duke Ellington: Carnegie Hall Concert, January 1946 (Prestige)
- Duke Ellington: Carnegie Hall Concert, December 1947 (Prestige)
- Duke Ellington: Live at Click Restaurant Philadelphia 1948, Vol 2 (Raretone)
- Duke Ellington: Live at Click Restaurant Philadelphia 1949, Vol 4 (Raretone)
- Jay McShann: 1941-1943 (Classics)

## Sekundärliteratur
- Bielefelder Katalog Jazz 2001
- Richard Cook, Brian Morton: The Penguin Guide of Jazz on CD. 6. Auflage. Penguin, London 2002, ISBN 0-14-051521-6.
- James Lincoln Collier: Duke Ellington. Ullstein, Berlin 1998
- Will Friedwald: Swinging Voices of America – Ein Kompendium großer Stimmen. Hannibal, St. Andrä-Wördern, 1992. ISBN 3-85445-075-3